# Сирак
Сира́к (фр. Sirac) — коммуна во Франции, находится в регионе Юг — Пиренеи. Департамент — Жер. Входит в состав кантона Колонь. Округ коммуны — Ош.
Код INSEE коммуны — 32435.

## География
Коммуна расположена приблизительно в 590 км к югу от Парижа, в 45 км западнее Тулузы, в 31 км к востоку от Оша.
На востоке коммуны протекает река Саррампьон.

## Климат
Климат умеренно-океанический. Лето жаркое и немного дождливое, температура часто превышает 35 °С. Зимой часто бывает отрицательная температура и ночные заморозки. Годовое количество осадков — 700—900 мм.

## Население
Население коммуны на 2010 год составляло 142 человека.
| 1962 | 1968 | 1975 | 1982 | 1990 | 1999 | 2010 |
| ---- | ---- | ---- | ---- | ---- | ---- | ---- |
| 205  | 162  | 134  | 106  | 98   | 101  | 142  |

## Администрация
| Период | Период | Фамилия        | Партия | Примечания |
| ------ | ------ | -------------- | ------ | ---------- |
| 2001   | 2008   | Пьер де Гожак  |        |            |
| 2008   | 2014   | Бернар Перес   |        |            |
| 2014   | 2020   | Жоселин Ларрьё |        |            |

## Экономика
В 2010 году среди 88 человек трудоспособного возраста (15-64 лет) 63 были экономически активными, 25 — неактивными (показатель активности — 71,6 %, в 1999 году было 83,6 %). Из 63 активных жителей работали 56 человек (31 мужчина и 25 женщин), безработных было 7 (5 мужчин и 2 женщины). Среди 25 неактивных 5 человек были учениками или студентами, 15 — пенсионерами, 5 были неактивными по другим причинам.